# Осяпы
Осяпы — деревня в Руднянском районе Смоленской области России. Входит в состав Смолиговского сельского поселения. Население — 5 жителей (2007 год). 
Расположена в западной части области в 14 км к юго-востоку от Рудни, в 12 км южнее автодороги А141 Орёл — Витебск, на берегу реки Березина. В 9 км северо-восточнее деревни расположена железнодорожная станция Плоская на линии Смоленск — Витебск. 

## История
В годы Великой Отечественной войны деревня была оккупирована гитлеровскими войсками в июле 1941 года, освобождена в октябре 1943 года.